# Бёкль, Вилли
Вилли Бёкль (нем. Willy Böckl; 27 января 1893, Клагенфурт, Австрия — 22 апреля 1975, там же) — австрийский фигурист-одиночник. 
Двукратный серебряный призёр Олимпиад 1924 и 1928 годов. Кроме того четырёхкратный чемпион мира (1925—1928 годы подряд), шестикратный чемпион Европы (1922—1923 и 1925—1928) и четырёхкратный чемпион Австрии.
После окончания спортивной карьеры переехал в США, где работал тренером по фигурному катанию.
В 1977 году его имя было внесено во Всемирный Зал славы фигурного катания.

## Спортивные достижения
| Соревнования/Сезон | 1912-13 | 1913-14 | 1919-20 | 1921-22 | 1922-23 | 1923-24 | 1924-25 | 1925-26 | 1926-27 | 1927-28 |
| ------------------ | ------- | ------- | ------- | ------- | ------- | ------- | ------- | ------- | ------- | ------- |
| Зимние Олимпиады   |         |         |         |         |         | 2       |         |         |         | 2       |
| Чемпионаты мира    | 2       | 3       |         | 3       | 2       | 2       | 1       | 1       | 1       | 1       |
| Чемпионаты Европы  | 3       | 3       |         | 1       | 1       |         | 1       | 1       | 1       | 1       |
| Чемпионаты Австрии | 1       | 1       | 1       |         |         | 1       | 2       |         |         |         |